# Харбарнзен
Харбарнзен (нем. Harbarnsen) — община в Германии, в земле Нижняя Саксония.
Входит в состав района Хильдесхайм. Подчиняется управлению Ламспринге. Население составляет 618 человек (на 31 декабря 2010 года). Занимает площадь 15,03 км².
| Год  | Население |
| ---- | --------- |
| 1990 | 743       |
| 1995 | 748       |
| 2000 | 749       |
| 2005 | 715       |
| 2010 | 617       |